# Senobasis tibialis
Senobasis tibialis är en tvåvingeart som beskrevs av Charles Howard Curran 1934. Senobasis tibialis ingår i släktet Senobasis och familjen rovflugor.
Artens utbredningsområde är Guyana. Inga underarter finns listade i Catalogue of Life.